# Ngân hàng Thương mại Cổ phần Tiên Phong
Ngân hàng Thương mại Cổ phần Tiên Phong (hay TPBank) là một ngân hàng thương mại cổ phần Việt Nam được thành lập ngày 05/05/2008 bởi các cổ đông chủ chốt gồm Công ty Cổ phần Tập đoàn Vàng bạc Đá quý DOJI, Công ty cổ phần FPT, Công ty Tài chính quốc tế (IFC), Tổng công ty Tái bảo hiểm Việt Nam (Vinare) và SBI Ven Holding Pte. Ltd.,Singapore. TPBank lần thứ tư được vinh danh Ngân hàng số xuất sắc do The Asian Banker phối hợp với Hiệp hội Ngân hàng Việt Nam (VNBA) tổ chức

## Quá trình hình thành và phát triển
- Tháng 5/2008: Khai trương TPBank
- Tháng 12/2013: TPBank ra mắt nhận diện thương hiệu mới[2] và đón nhận bằng khen của Thủ tướng Chính phủ về thành tích xuất sắc trong công tác tái cơ cấu
- Tháng 12/2014: TPBank khai trương trụ sở mới: Trụ sở được đặt tại 57 Lý Thường Kiệt, Hoàn Kiếm, Hà Nội[3]
- Tháng 2/2017: TPBank chính thức ra mắt hệ thống điểm giao dịch tự động 24/7 LiveBank[4]
- Tháng 10/2017: TPBank ra mắt ứng dụng thanh toán bằng mã QR.

## Hoạt động kinh doanh
- Cá nhân
  - Các sản phẩm thẻ
  - Tài khoản
  - Tiết kiệm
  - Các sản phẩm cho vay
  - Chuyển và nhận tiền
- Doanh nghiệp
  - Dịch vụ cho vay và tài trợ thương mại
  - Dịch vụ thanh toán trong nước
  - Dịch vụ bảo lãnh
  - Thanh toán quốc tế
  - Dịch vụ quản lý tiền gửi
  - Dịch vụ ngoại hối
  - Dịch vụ thẻ doanh nghiệp
- Ngân hàng điện tử
  - eBank cá nhân
  - eBank doanh nghiệp
- Ngân hàng số
  - Điểm giao dịch tự động 24/7 (LiveBank)

## Mạng lưới
Mạng lưới ngân hàng TPBank bao gồm: 63 điểm giao dịch , 72 ATM cùng với 48 điểm giao dịch tự động LiveBank.